# Pseudomelatoma torosa
Pseudomelatoma torosa är en snäckart som först beskrevs av Carpenter 1864.  Pseudomelatoma torosa ingår i släktet Pseudomelatoma och familjen Pseudomelatomidae. Inga underarter finns listade i Catalogue of Life.

## Bildgalleri

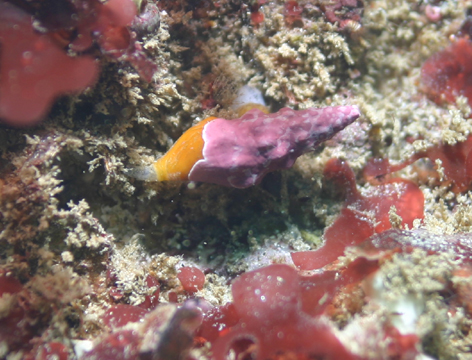